# Presidente Juscelino (kommun i Brasilien, Rio Grande do Norte)
Presidente Juscelino är en kommun i Brasilien.   Den ligger i delstaten Rio Grande do Norte, i den östra delen av landet, 1 700 km nordost om huvudstaden Brasília. Antalet invånare är 8 774.
Omgivningarna runt Presidente Juscelino är huvudsakligen savann. Runt Presidente Juscelino är det ganska glesbefolkat, med 42 invånare per kvadratkilometer.